# Daniel Reinhardt

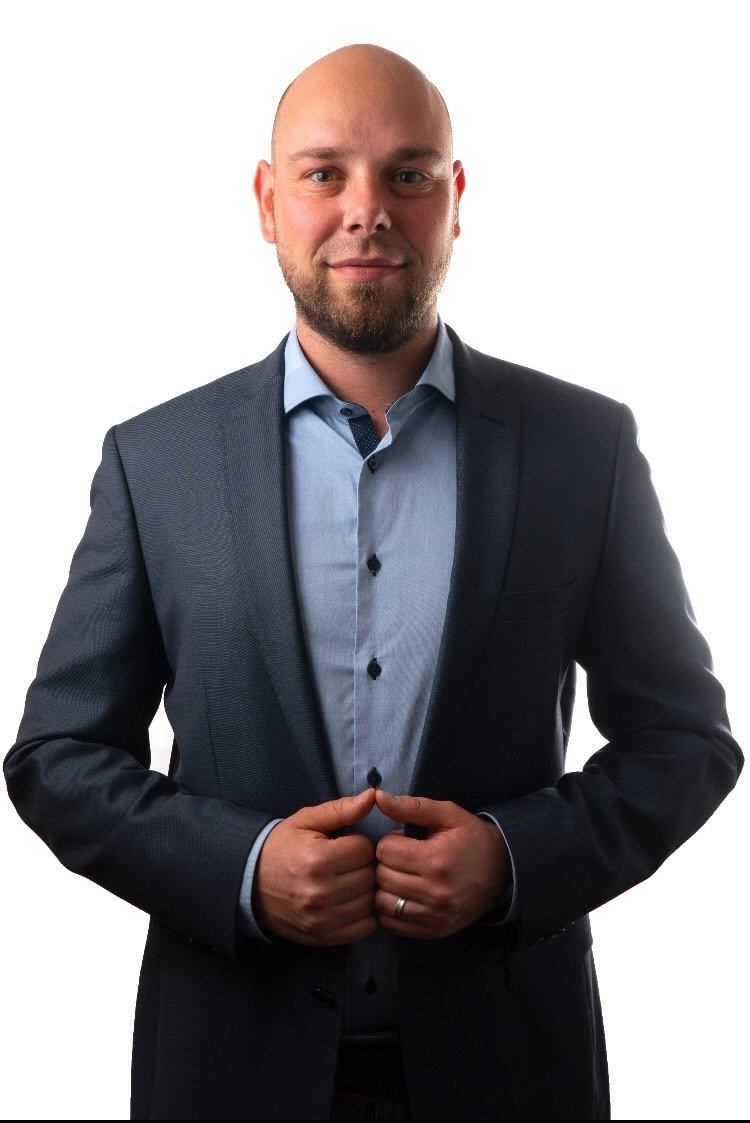
Daniel Reinhardt

Daniel Reinhardt (* November 1986 in Brandenburg an der Havel) ist ein deutscher Politiker (Die Linke). Er war von 2019 bis 2024 Mitglied des Thüringer Landtags.

## Leben
Daniel Reinhardt war nach einer Ausbildung zum Erzieher und nach einem sozialpädagogischen Studium an der Universität Jena als Kitaleiter tätig.

## Partei und Politik
Reinhardt gehört dem Stadtrat von Gera seit 2009 an und war dort von 2015 bis 2019 stellvertretender Fraktionsvorsitzender seiner Partei. Ebenso ist er seit 2014 Ausschussvorsitzender des Jugendhilfeausschusses.  Bei der Landtagswahl in Thüringen 2019 gewann er das Direktmandat im Wahlkreis Gera I mit 32,5 % der Stimmen. Bei der Landtagswahl in Thüringen 2024 belegte er im selben Wahlkreis mit 19,8 % der Stimmen den dritten Platz hinter Dieter Laudenbach (AfD; 36,9 %) und Jochen Trautmann (CDU; 26,8 %). Damit verpasste er den Wiedereinzug in den Thüringer Landtag.